# Linda Keeling
Linda Keeling är verksam vid Sveriges Lantbruksuniversitet och är Sveriges första djurskyddsprofessor och 2013 den enda.